# باستیدا پانکارانا
باستیدا پانکارانا (به ایتالیایی: Bastida Pancarana) یک کومونه در ایتالیا است که در استان پاویا واقع شده‌است.

## خصوصیات
باستیدا پانکارانا ۱۳٫۴ کیلومترمربع مساحت و ۹۴۴ نفر جمعیت دارد.